# Torpex
Torpex är ett militärt sprängämne som består av 42% RDX, 40% TNT och 18% aluminiumpulver. Torpex är ca 50% kraftigare än ren TNT. Sprängämnet utvecklades i Storbritannien under andra världskriget, i första hand för att användas i torpeder och sjunkbomber. TNT och RDX innehåller ett överskott av syre som vid detonationen reagerar med aluminiumet i en exoterm reaktion. Den extra värmen är speciellt effektiv under vatten eftersom den skapar mer ånga och därmed en kraftigare tryckvåg.
Torpex har också använts i de stora flygbomberna Grand Slam och Tallboy.

## Composition H6
I USA används ett liknande sprängmedel under namnet Composition H6 som består av 45% RDX, 30% TNT och 20% aluminiumpulver med en tillsats av 5% paraffin som flegmatiseringsmedel. Composition H6 används i GBU-43/B MOAB.